# Neuland (Wüstung)
Neuland war ein Wohnplatz in der preußischen Provinz Pommern.
Der Wohnplatz wurde als Vorwerk des Rittergutes in Wartekow wohl in der ersten Hälfte des 19. Jahrhunderts angelegt. In Heinrich Berghaus’ Landbuch (1867) ist bei Wartekow  „von dem dazu gehörigen Vorwerke Neuland, welches südlich vom Orte unfern der großen Stettin–Köslin–Danziger Heerstraße liegt“ die Rede.
Im Jahre 1864 wurden 17 Einwohner gezählt, im Jahre 1895 ebenfalls 17 Einwohner und im Jahre 1905 18 Einwohner. Später wurde das Vorwerk aufgegeben. Doch wurde Neuland noch bis 1945 als Wohnplatz in der Gemeinde Wartekow geführt und gehörte mit dieser zum Kreis Kolberg-Körlin in der Provinz Pommern.
Nach 1945 kam das Gebiet, wie ganz Hinterpommern, an Polen. Heute liegt die Wüstung im Gemeindegebiet der  polnischen Gmina Gościno (Gemeinde Groß Jestin) in der Woiwodschaft Westpommern.